# Řád společníků O. R. Tamba
Řád společníků O. R. Tamba (anglicky: Order of the Companions of O. R. Tambo, afrikánsky: Orde van die Metgeselle van O. R. Tambo) je státní vyznamenání Jihoafrické republiky. Založen byl roku 2002 a udílen je cizincům, kteří se zasloužili o jihoafrické zájmy a aspirace prostřednictvím spolupráce, solidarity a podpory.

## Historie a pravidla udílení
Řád byl založen dne 6. prosince 2002. Pojmenován byl po bojovníku proti politice apartheidu a bývalém exilovém předsedovi Afrického národního kongresu Oliveru Tambovi, který je běžně znám jako O. R. Tambo. Udílen je prezidentem republiky cizím státním příslušníkům za prosazování zájmů a aspirací Jižní Afriky skrz spolupráci, solidaritu a podporu. Řád může být udělen i posmrtně.

## Insignie
Řádový odznak je oválného tvaru s vyobrazením symbolu podobném jin a jang umístěném mezi dvěma hroty kopí. Symbol reprezentuje setkání dvou rozdílných duchovních energií. Medailon je lemován dvěma hady majola, které jsou dle místní mytologie přátelskými ochrannými hady. Podle této tradice přichází hadi majola navštívit každého novorozence. Zde hadi symbolizují solidaritu a podporu. Na zadní straně je státní znak Jihoafrické republiky. Řádové odznaky všech tříd se nosí zavěšené na stuze kolem krku.
Stuha je bílá uprostřed s vyobrazením symbolu podobném jin a jang v odstínech šedi.
Vyřezávaná dřevěná vycházková řádová hůl je v horní části lžícovitě rozšířena. V tomto místě je umístěn řádový odznak. Hůl symbolizuje solidaritu a závazek příjemce vůči státu. Hůl je udílena ve dvou vyšších třídách.
Dále k insigniím náleží také miniatura a růžice na klopu.

## Třídy
Řád je udílen ve třech řádných třídách:
- nejvyšší společník O. R. Tamba (Supreme Companion of OR Tambo) ve zlatě – Tato třída je vyhrazena pro cizí hlavy států.
- velký společník O. R. Tamba (Grand Companion of OR Tambo) ve stříbře – Tato třída je udílena předsedům vlád, ministrům, soudcům nejvyšších soudů, velvyslancům a dalším podobně postaveným cizincům.
- společník O. R. Tamba (Companion OR Tambo) v bronzu – Tato třída je udílena politikům, vyšším důstojníkům, či diplomatům.